# Monte Français
O monte Français é uma montanha na ilha Anvers, na Antártida. O seu cume tem 2760 m de altitude e é o ponto mais elevado da ilha.
O monte fica na cordilheira Trojan.